# الآثم المقدس (رواية)
الآثم المقدس (بالألمانية: Der Erwählte) رواية من تأليف الألماني توماس مان، نُشرت للمرة الأولى في عام 1951. الرواية مبنية على الملحمة الشعرية «جريجوريوس» (Gregorius) من تأليف الأديب والشاعر الألماني من منتصف العصر الوسيط هارتمان فون أوه (1165-1210).

## وصلات خراجية
- الآثم المقدس، على كتب جوجل.
- الآثم المقدس، على الفهرس العالمي.
- الآثم المقدس، على موقع أمازون.
- الآثم المقدس، على جود ريدز.
- الآثم المقدس، على مكتبة جامعة هارفارد.
- الآثم المقدس، على مكتبة جامعة ميشيغان.